# المنتدى الدولي للأمن السيبراني
المنتدى الدولي للأمن السيبراني هو منصة عالمية تتناول موضوعات الأمن السيبراني وبناء أسس التعاون، تنظمه الهيئة الوطنية للأمن السيبراني في المملكة العربية السعودية، وكان انعقاد الدورة الأولى بالتزامن مع رئاسة المملكة لمجموعة العشرين، ويمثل المنتدى منصة تفاعلية عالمية لكافة المعنيين والمختصين بمجال الأمن السيبراني من ممثلي القطاعات الحكومية والخاصة، والمنظمات غير الربحية، والأوساط التعليمية والأكاديمية حول العالم، بهدف نقل المعرفة حول موضوعات الأمن السيبراني وبناء أسس التعاون بين الدول والمنظمات ليصبح قطاع الأمن السيبراني عنصراً ممكّناً في مواجهة التحديات المستقبلية، وصناعة التنمية الاقتصادية والاجتماعية في السعودية وحول العالم.

## المنتدى الدولي للأمن السيبراني 2020
عقدت الهيئة المنتدى الدولي للأمن السيبراني، في دورته الأولى خلال الفترة 4 -5 فبراير 2020 في مدينة الرياض تحت شعار (تضافر الجهود نحو عالم سيبراني أفضل). وجاء عقد المؤتمر تزامناً مع رئاسة السعودية لمجموعة العشرين؛ وقد شهد المنتدى مشاركة 147 متحدثاً من داخل المملكة وخارجها، كما تجاوز عدد الحضور 3500 مشارك. وقد شهد المنتدى مناقشة مجموعة محاور تمثلت فيما يلي:
- جلسات الأمن السيبراني على المستوى الوطني، والتعاون الدولي.
- جلسات حماية البنى التحتية الوطنية الحساسة، وقد جرى مناقشة سبل حماية البنى التحتية الوطنية الحساسة من المخاطر السيبرانية. واشتمل ذلك على قطاعات حيوية أبرزها قطاعات الطاقة، والاتصالات، والمدن الذكية، والمالية والصحة.
- استعراض أبرز التهديدات السيبرانية للأنظمة الصناعية، خلال عام 2019، وبحث الدروس المستفادة من الحوادث السيبرانية، وأفضل الممارسات؛ للاستجابة لها.
- جلسات لمناقشة أبرز التوجهات التقنية في خدمات الأمن السيبراني ومنتجاته.
- جلسات عن محور صناعـة الأمن السيبراني، لمناقشـة سـبل دعـم الابتكار والاستثمار في مجال الأمن السيبراني وتشجيعه، ودور الأمن السيبراني في تمكين النمو الاقتصادي بصفة عامة، والاقتصاد الرقمي بشكل خاص.
- جلسات لمناقشـة تطوير المهارات، وإعداد الكوادر البشرية، في مجال الأمن السيبراني، وسبل سد الفجوة، في القوى العاملة الحالية والمستقبلية.
- جلسات لمناقشة أهمية الأمن السيبراني في مجالات الرعاية الصحية والخدمات المالية؛ بالإضافة إلى الطاقة وقطاع الاتصالات.
- جلسات عن حماية الأطفال في شبكة الإنترنت، ومشاركة المرأة وتمكينها في الأمن السيبراني، وإسهامها في سد الفجوة في هذا المجال.[2]

## المنتدى الدولي للأمن السيبراني 2021 (الحوار الافتراضي)
نظمت الهيئة الوطنية للأمن السيبراني حوارا افتراضيا، جمع كبار المسؤولين حول العالم، المعنيين بالأمن السيبراني. وأقيم الحوار في 7 أبريل 2021 تحت شعار (واقع الفضاء السيبراني اليوم وغدًا.) وقد جاء تنظيم هذا الحوار، بالتزامن مع التهديدات السيبرانية، التي تواجه العالم بشكل مستمر. وركز الحوار الافتراضي على محورين أساسيين، وهما:
- واقع الأمن السيبراني الحالي، ومتطلبات الاستعداد للمستقبل.
- مناقشة حال القطاعين اللذين تأثرا بالهجمات السيبرانية، خلال جائحة كورونا، وهما القطاع الصحي والقطاع المالي؛ حيث تجاوزت نسبة نمو الهجمات السيبرانية علـى القطاع الصحي 238%، وتجاوزت نسبة نمو الهجمات السيبرانية 150% على القطاع المالي وفقا لبعض التقارير العالمية.[3]

## المنتدى الدولي للأمن السيبراني 2022
نظمت الهيئة الوطنية للأمن السيبراني النسخة الثانية من المنتدى الدولي للأمن السيبراني تحت شعار (إعادة التفكير في الترتيبات السيبرانية العالمية)، يومي 9 و10 نوفمبر 2022 في العاصمة الرياض، بمشاركة نخبة من صناع القرار والرؤساء التنفيذيين، وكبار المسؤولين الحكوميين، وممثلي أبرز الشركات العالمية، والمنظمات غير الحكومية، والأوساط الأكاديمية من حول العالم، لمناقشة القضايا الإستراتيجية، وفرص التعاون بين الشركاء الدوليين في مجال الأمن السيبراني. وشهد المنتدى انعقاد أكثر من 30 جلسة حوارية تناولت مجموعة من الموضوعات التي ناقشت آفاق التغيير في المشهد السيبراني، والاقتصادات السيبرانية، والتطور الجيوسيبراني، ومستقبل العمل السيبراني، والأمن السيبراني للجميع. وتطرق المنتدى إلى أهمية التعاون الدولي وبحث الحلول العملية لسد الفجوة السيبرانية عالمياً، واستكشاف مستقبل الأمن السيبراني، وضمان تحقيق الأمن السيبراني لجميع المجتمعات.
وناقشت جلسات المنتدى خمسة محاور رئيسة، هي:
- المحور الأول (آفاق التغيير في المشهد السيبراني) بتهديدات الأمن السيبراني الراهنة والمستقبلية، وكيفية تسخير التقنيات بوصفها حلولاً آمنة.
- المحور الثاني (الاقتصادات السيبرانية) مجالات الاستفادة من قوى السوق، والبرامج التحفيزية والحوكمة الاقتصادية، في تشكيل الفضاء السيبراني.
- المحور الثالث (التطور الجيوسيبراني) الترتيبات السيبرانية العالمية المتغيرة باستمرار. وبُحثت في الجلسات أبعاد موضوعات التطور في مجال النظام الدولي، والتقنيات المستقبلية.
- المحور الرابع (مستقبل العمل السيبراني)، ناقش المشاركون سبل استقطاب الكفاءات وتنميتها، والحفاظ عليها؛ من خلال فهم التحديات، وتوفير الحوافز الملائمة.
- المحور الخامس (الأمن السيبراني للجميع) البحث في حلولٍ عملية لسد الفجوة السيبرانية عالمياً، وضمان تحقيق الأمن السيبراني لجميع المجتمعات؛ لا سيما الدول النامية. وضمت الجلسات التفاعلية توجهات مختلفة، لاستكشاف مستقبل الأمن السيبراني. بالإضافة إلى التركيز على دور التقنية المتقدمة في إحداث ثورة في مشاركة المعلومات.[4][5]